# Nyíló ajtók
A Nyíló ajtók (Opening Doors) a Született feleségek (Desperate Housewives) című amerikai filmsorozat nyolcvannegyedik epizódja. Az Amerikai Egyesült Államokban először az ABC (American Broadcasting Company) adó vetítette 2008. május 4-én.

## Mellékszereplők
- Richard Burgi - Karl Mayer
- Gary Cole - Wayne Davis
- Justine Bateman - Ellie Franks
- Sunny Mabrey - Marisa
- Tuc Watkins - Bob Hunter
- Kevin Rahm - Lee McDermott
- Kathryn Joosten - Karen McCluskey
- Tom Schmid - Dr. Oakley

## Mary Alice epizódzáró monológja
- A narrátor, Mary Alice monológja az epizód végén így hangzik (a magyar változat alapján):

"A köszöntés, hogy Isten hozott, mindig hordoz magában némi kockázatot. Végül is, akit beengedünk az otthonunkba, azt az életünkbe engedjük be. És sose tudhatjuk, az illető miféle rémséges titkokat hoz magával. Nem láthatjuk előre, jöttének miféle fájdalmas következményei lesznek a szeretteinkre nézve. Nem sejthetjük a pletykaáradatot, amit a jelenlétük megindít. Bizony, roppant óvatosnak kell lennünk azzal, hogy kit engedünk be az életünkbe, mert akad olyan, aki nem hajlandó távozni."

## Epizódcímek szerte a világban
- Angol: Opening Doors (Nyíló ajtók)
- Olasz: Le porte che si aprono (A nyíló ajtók)
- Francia: To Psy or not to Psy (Hmni vagy nem hmni)
- Francia-kanadai: Vilains Secrets (Szörnyű titkok)